# Черніково (гміна)
Гміна Черніково (пол. Gmina Czernikowo) — сільська гміна у північній Польщі. Належить до Торунського повіту Куявсько-Поморського воєводства.
Станом на 31 грудня 2011 у гміні проживало 8894 особи.

## Площа
Згідно з даними за 2007 рік площа гміни становила 169.37 км², у тому числі:
- орні землі: 46.00%
- ліси: 44.00%

Таким чином, площа гміни становить 13.77% площі повіту.

## Населення
Станом на 31 грудня 2011:
| Опис     | Загалом | Загалом | Чоловіки | Чоловіки | Жінки | Жінки |
| -------- | ------- | ------- | -------- | -------- | ----- | ----- |
| одиниця  | осіб    | %       | осіб     | %        | осіб  | %     |
| все      | 8894    | 100     | 4355     | 48.97    | 4539  | 51.03 |
| міське   | 0       | 100     | 0        |          | 0     |       |
| сільське | 8894    | 100     | 4355     | 48.97    | 4539  | 51.03 |

## Сусідні гміни
Гміна Черніково межує з такими гмінами: Бобровники, Цехоцин, Цехоцинек, Кікул, Ліпно, Нешава, Оброво, Рацьонжек, Збуйно.